# محطة أسلحة تايفون

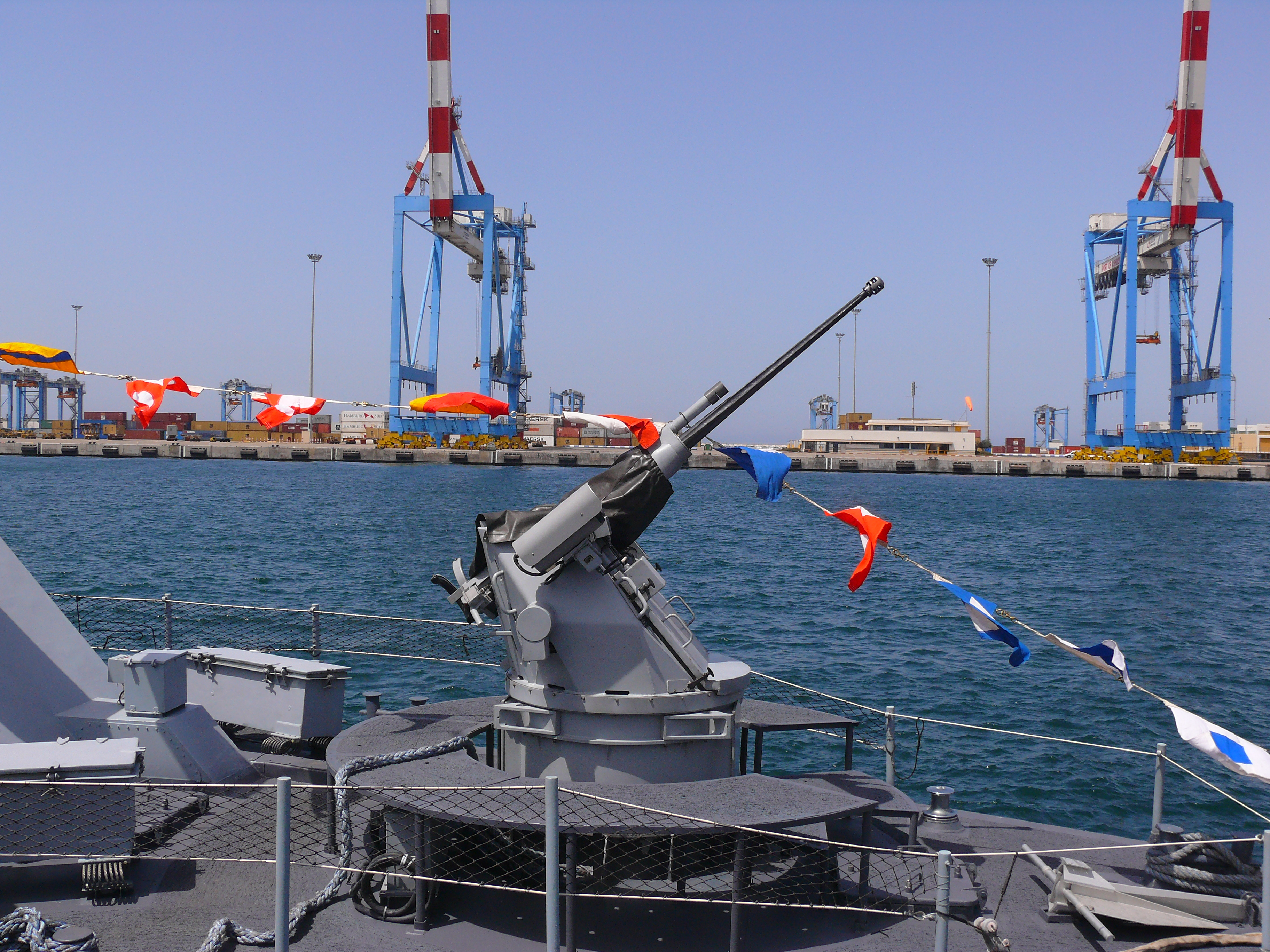
تايفون مسلح بـ 25 مدفع عيار 18 ملم على متن قارب دورية من فئة شالداج للبحرية الإسرائيلية.

تايفون هي نوع من محطات الأسلحة المُتحكم بها عن بُعد من إنتاج شركة رافائيل لأنظمة الدفاع المتقدمة الإسرائيلية وتشترك في مبادئ تصميم وتقنيات مُشتركة مع محطة سامسون للتحكم عن بُعد (سامسون آر سي دبليو أس) وهو نظام أرضي من إنتاج الشركة نفسها. وكما هو الحال مع سامسون آر سي دبليو أس تتميز تايفون بقابلية تكوين متعددة.
طائرة تايفون ونسختها الخفيفة الوزن -ميني تايفون- تستخدمها البحرية الهندية والبحرية الفلبينية والبحرية الملكية الأسترالية والبحرية الملكية النيوزيلندية وبحرية جمهورية سنغافورة والبحرية السريلانكية وخفر السواحل في سنغافورة والبحرية الإسرائيلية.

## نظرة عامة
أُطلقت أول طائرة تايفون أم كيه-23 عام 1997. حيث يُركّب السلاح على حامل سطح مُثبّت مما يسمح له بالبقاء مُستهدفًا أثناء حركة المنصة التي تحته. تبلغ دقة المُثبّت 0.25 ملي راديان (مراد) مما يسمح له بإبقاء السلاح مُصوّبًا ضمن مسافة 250 مليمتر (9.8 بوصة) على هدف 1,000 متر (3,300 قدم) بعيد.
لا يخترق الحامل المنصة مما يجعل تركيب السلاح على السفن أمرًا سهلًا نسبيًا. كما يمكن لطائرة تايفون استخدام مناظير مثبتة على حامل السلاح أو استقبال إشارات من كاشف كهروضوئي (إي أو دي) أو رادار تحكم في النيران (أف سي آر) مستقل. وباستخدام مناظيرها الخاصة يمكن لنظام تايفون توفير حلول إطلاق نار دون أي مساعدة خارجية مما يسمح له بالعمل باستقلالية تامة.
يمكن أن يكون نظام المدفع المثبت نموذجًا من طراز إيه تي كيه أو أويرليكون أو ماوسر أو جيات في عامي 20 و30 نطاق عيار مم. حيث يُحمل ما بين 160 و210 طلقات على الحامل حسب العيار. ويمكن للحامل الدوران بزاوية 120 درجة على كلا الجانبين والارتفاع بين -12.5 درجة و40.5 درجة. ويتراوح وزن النظام الكامل بين 690 و 750 كيلوغرام (1,520 و 1,650 رطل) بدون ذخيرة وذلك حسب البنادق وأجهزة الاستشعار المثبتة.
بحلول عام 2006 طُلب ما يزيد عن 120 نظام تايفون.

## المتغيرات

### ميني تايفون
الميني تايفون هي محطة أسلحة خفيفة الوزن يتحكم فيها عن بعد تعتمد على تايفون. ويمكن تزويدها بمدفع رشاش 12.7 مدفع رشاش عيار 7.62 ملم (.50) مدفع رشاش عيار 40 ملم أو مدفع رشاش عيار 40 ملم.  وقاذف قنابل يدوية عيار 12 ملم مع مخزن يصل إلى 230 طلقة. يتمتع النظام بدقة تصنيف 0.5 مراد ويزن ما بين 140 و 170 كيلوغرام (310 و 370 رطل) اعتمادًا على السلاح المجهز ويمكن تثبيته دون اختراق هيكلي لسطح السفينة. أيضًا تثبت ميني تايفون على بروتكتر يو أس في (مركبة سطحية غير مأهولة) مثل م ك49 مود 0.

### تايفون م ك-30سي
تايفون أم كيه-30سي هو طراز جديد مجهز بـ 30 مم م ك44 بوشماستر الثاني و200 طلقة جاهزة للاستخدام.

## المشغلين

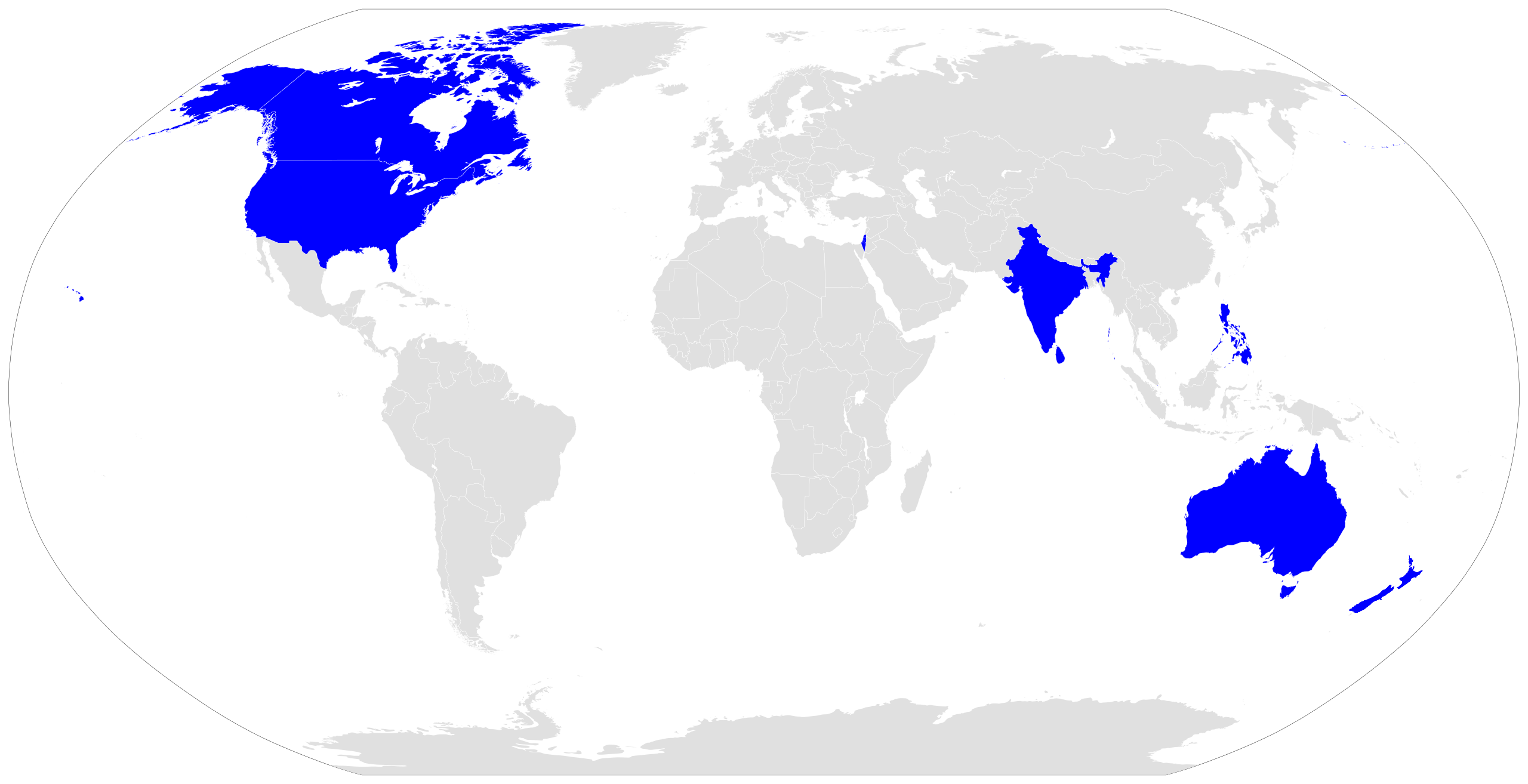
خريطة توضح مشغلي طائرة تايفون باللون الأزرق.

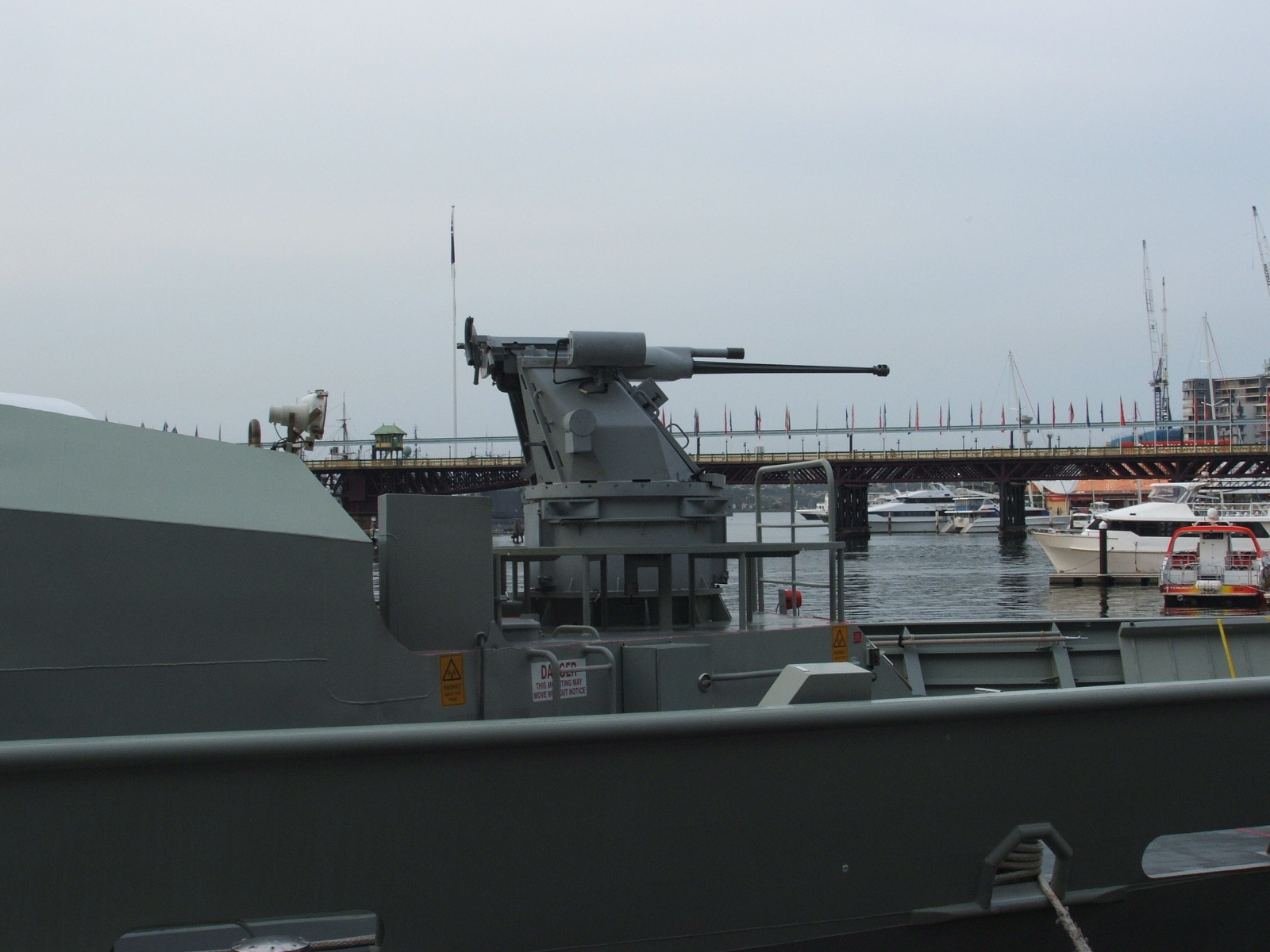
تركيب مدفع م242 بوشماستر مقاس 25 مم على متن السفينة الأسترالية هماس أرميدال.

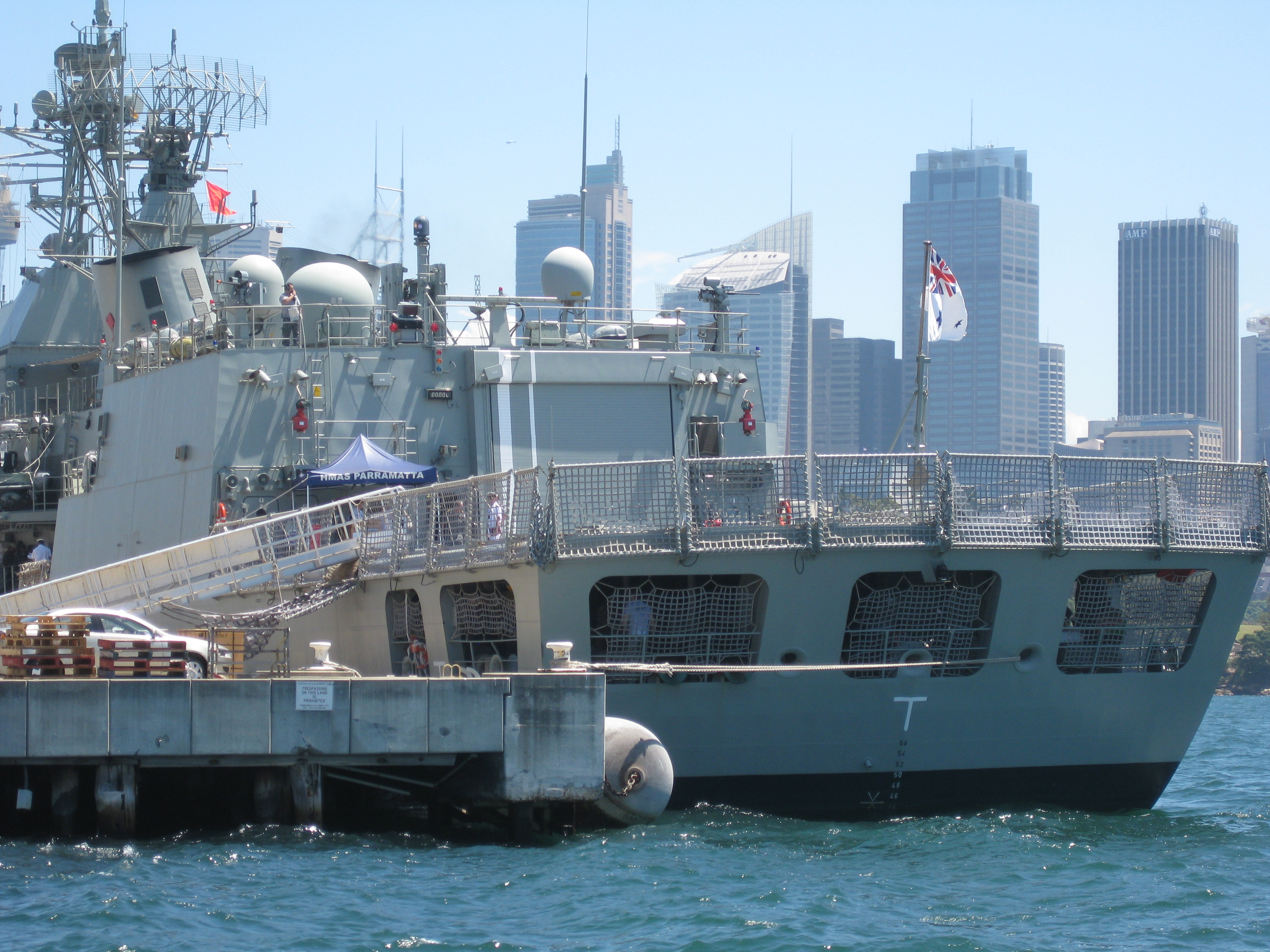
منظر صارم لسفينة هماس باراماتا في يناير 2010. لاحظ وجود حاملين من طراز ميني تايفون مثبتين على كل جانب من سقف الحظيرة.

### المشغلين الحاليين
أستراليا
- فرقاطة من فئة أديلايد (متقاعدة) - ميني تايفون كحاملة مؤقتة للانتشار في الشرق الأوسط.[3]
- سفينة دورية بحرية من فئة أرافورا[8]
- قارب دورية من فئة أرميدال – 25 مم M242 بوشماستر
- فرقاطة من فئة أنزاك – ميني تايفون كحاملة مؤقتة للانتشار في الشرق الأوسط.[3]
- رصيف هبوط طائرات الهليكوبتر من فئة كانبيرا[9]
- مدمرة من فئة هوبارت – 25 مم M242 بوشماستر
- زيت إعادة تعبئة من فئة الإمداد - 25 مم M242 بوشماستر

 كندا
- هاليفاكس-class فرقاطة - ميني تايفون كحامل
- هاري دي وولف-class سفينة دورية بحرية - Mk 38 Mod 2 كبندقية رئيسية

 الهند
- زورق دورية سوبر دفورا إم كيه 2

 إسرائيل - مع M242 Bushmasters
- قارب دورية من فئة شالداغ
- زورق دوريةسوبر دفورا إم كيه 2
- زورق دورية سوبر دفورا إم كيه 3
- زورق صواريخ من فئة ساعر 4.5

 جزر المالديف
- طائرات FAC من فئة كولومبو

 نيوزيلندا
- فرقاطة من فئة أنزاك – ميني تايفون كحاملة دائمة[3] مع مدافع رشاشة من طراز M2 براوننج
- سفينة دورية بحرية من فئة بروتكتور - 1 × 25 مم[10]
- همنزس أوتياروا - ميني تايفون كحاملة دائمة[11]

 الفلبين
- سفينة دورية بحرية من فئة ديل بيلار - طراز م ك.38 مود. 2 و3
- زوارق هجومية متعددة الأغراض - ميني تايفون وتايفون ملس-إر
- نيستور أسيرو -فئة فايك

 سنغافورة
- رصيف منصة الهبوط من فئة التحمل - 2 × 25 مم م ك 38 مود 2 (مثبت في منتصف السفينة على الجانب الأيسر والأيمن)[12]
- فرقاطة من الفئة الهائلة م ك 38 مود 2
- سفينة مكافحة الألغام من فئة بيدوك – م ك 25
- حامي يو أس في – ميني تايفون م ك49 مود0[13][14]
- زوارق دورية ساحلية جديدة لشرطة خفر السواحل.[15]

 سريلانكا
- سفن دورية بحرية متقدمة من فئة ساريو - 2 × 30 مم م ك44 بوشماستر II (مثبت في منتصف السفينة على الجانب الأيسر والأيمن)
- طائرات فاك من فئة كولومبو
- قارب دورية من فئة شالداغ
- زورق دوريةسوبر دفورا إم كيه 2
- زورق دورية سوبر دفورا إم كيه 3

 الولايات المتحدة
- اختيار البحرية الأمريكية لنظام سلاح تايفون وتسميته م ك 38 مود 2 ووفره فرع الولايات المتحدة لشركة بي أيه إي سيستمز ومقرها المملكة المتحدة بالتعاون مع رافائيل.[16] بعد الترقيات التي توسعت في السفن التي يمكن تركيبها عليها، وتحسين بصرياتها وإضافة مدفع رشاش محوري 7.62 مم حصل على تسمية م ك 38 مود 3.[17][18][19]
- اختيار البحرية الأمريكية لميني تايفون كحامل للأسلحة الصغيرة التي تشغل عن بعد (روسام) وتسميتها م ك 49 مود 0 والنموذج الأحدث م ك 49 مود 1.[20][21] واختبار النسخة المسلحة المكونة من صاروخ سبايك / 12.7 مم على متن سفينة بدون طيار.[22]

## روابط خارجية
- وسائط متعلقة بـ Typhoon naval stabilized weapon station في كومنز.
- TYPHOON Naval Stabilized Weapon Station
- MINI-TYPHOON Naval Stabilized Weapon Station

روابط الفيديو
- Typhoon firing during Operation Cast Lead (Gaza War) على يوتيوب